# Vrhe, Trbovlje
Vrhe este o localitate din comuna Trbovlje, Slovenia, cu o populație de 23 de locuitori.